# 蓝斑八色鸫
蓝斑八色鸫（学名：Erythropitta arcuata），是八色鸫科红胸八色鸫属的一种，其种加词“arcuata”意为“弓形的”、“弯曲的”。分布于文莱、印度尼西亚和马来西亚。该物种的保护状况被评为无危。
蓝斑八色鸫的平均体重约为54.0克。栖息地包括亚热带或热带的湿润低地林和亚热带或热带的湿润山地林。